# Gustav Stever
Gustav Kurt Stever (* 16. Mai 1823 in Riga; † 18. März 1877 in Düsseldorf) war ein deutscher Kirchen-, Historien- und Porträtmaler.

## Leben

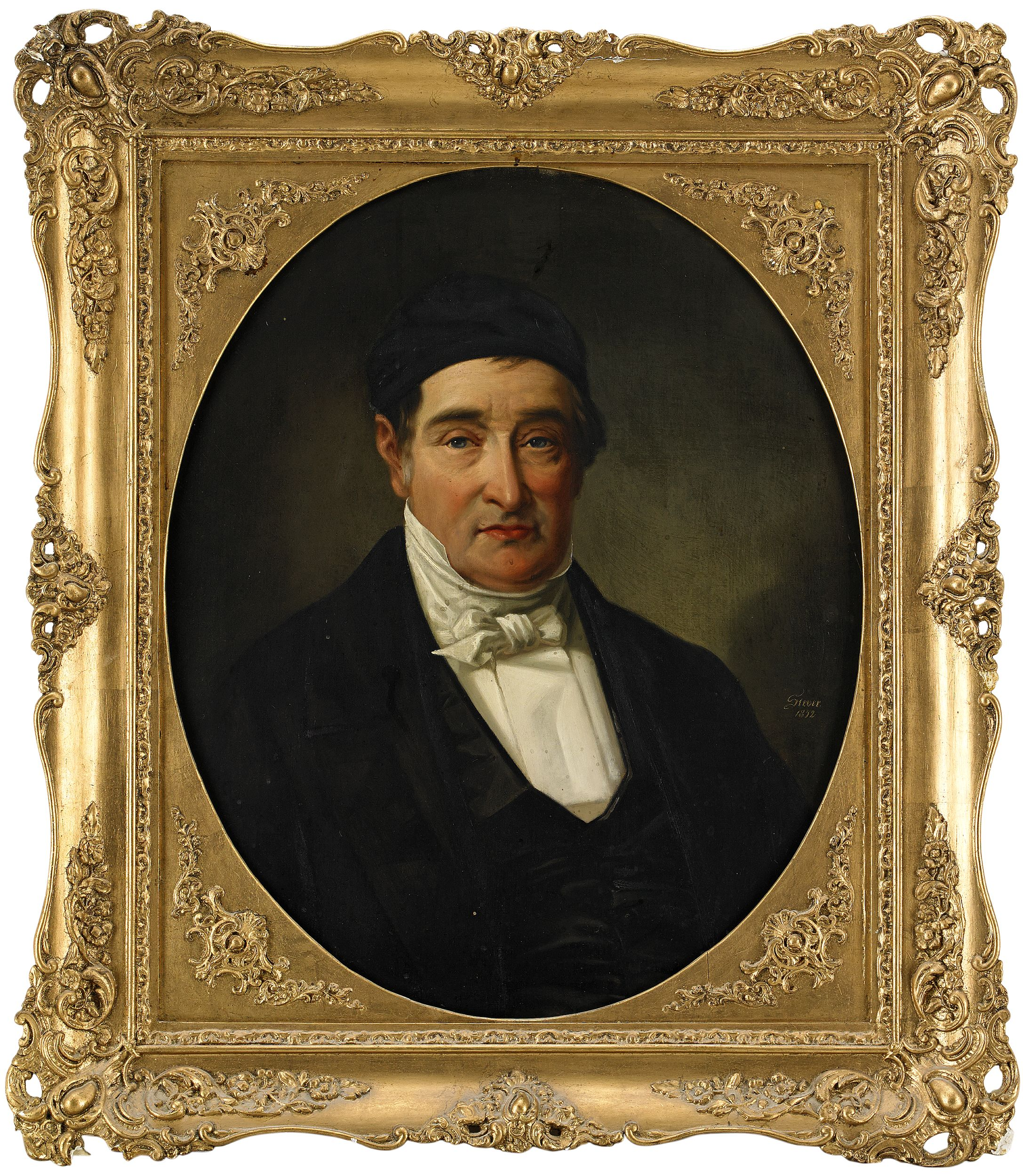
Aaron Levy Lamm (1821–1877), 1852

Gustav Stever wurde als Sohn des aus Rostock stammenden Juristen und Schriftstellers Heinrich Kurt Stever geboren. Nach dem Tod des Vaters zog die Mutter 1827 nach Greifswald, wo Gustav die Schule besuchte.  
Von 1847 bis 1850 studierte Stever an der Berliner Akademie der Künste. Anschließend hielt er sich in Stockholm auf und malte überwiegend Porträts für den königlichen Hof und die Universität Uppsala. 1854 ging er nach Paris, wo er Schüler von Thomas Couture wurde. 1859 ließ er sich in Hamburg nieder. 1865 übersiedelte er nach Düsseldorf, dem Zentrum der Düsseldorfer Malerschule.  
Stever arbeitete besonders als Kirchen- und Historienmaler. Eine Zeit lang lebte er auf Schloss Basthorst bei Crivitz und erhielt vor allem Aufträge aus dem Herzogshaus Mecklenburg-Schwerin. Zu seinen Werken gehört das Gemälde Die Ermordung des Wendenkönigs Gottschalk am Altar der Kirche zu Lenzen (Staatliches Museum Schwerin). Für die Kirche in Wustrow schuf er ein Altarbild mit der Darstellung der Rettung des sinkenden Petrus.  

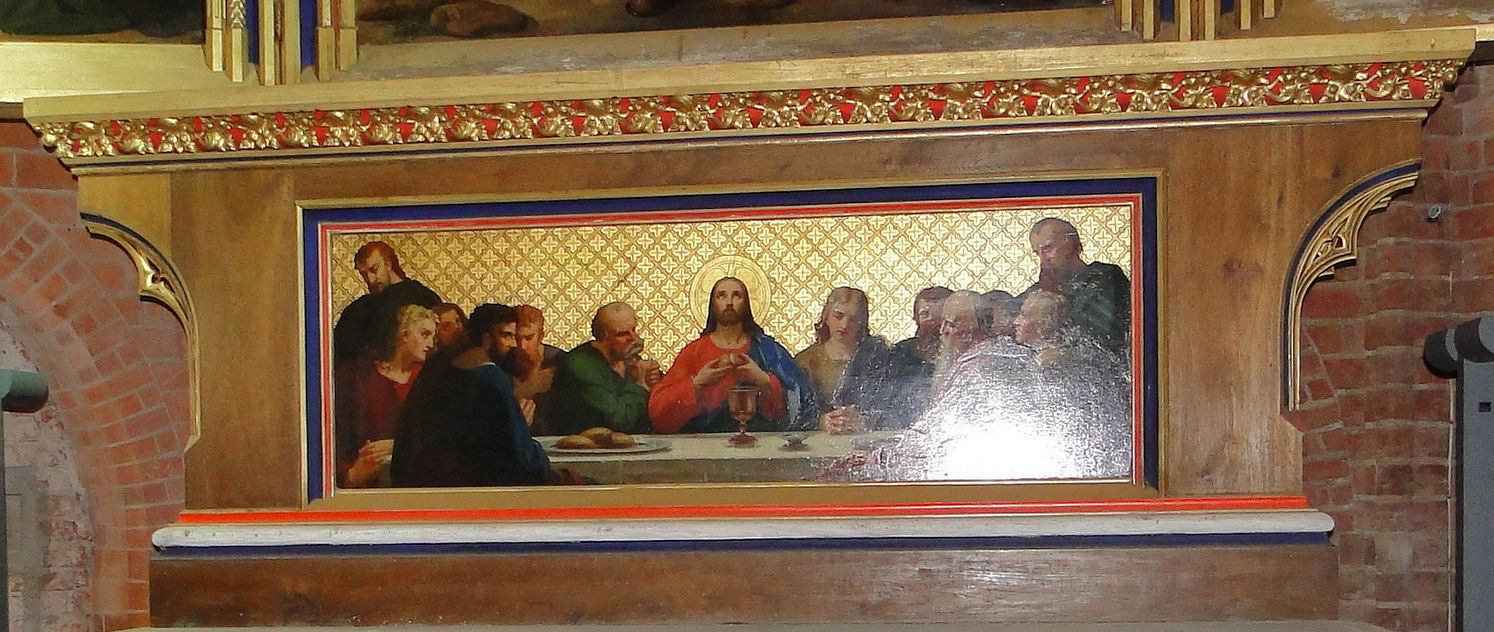
Altargemälde für die Predella in der Dobbertiner Klosterkirche

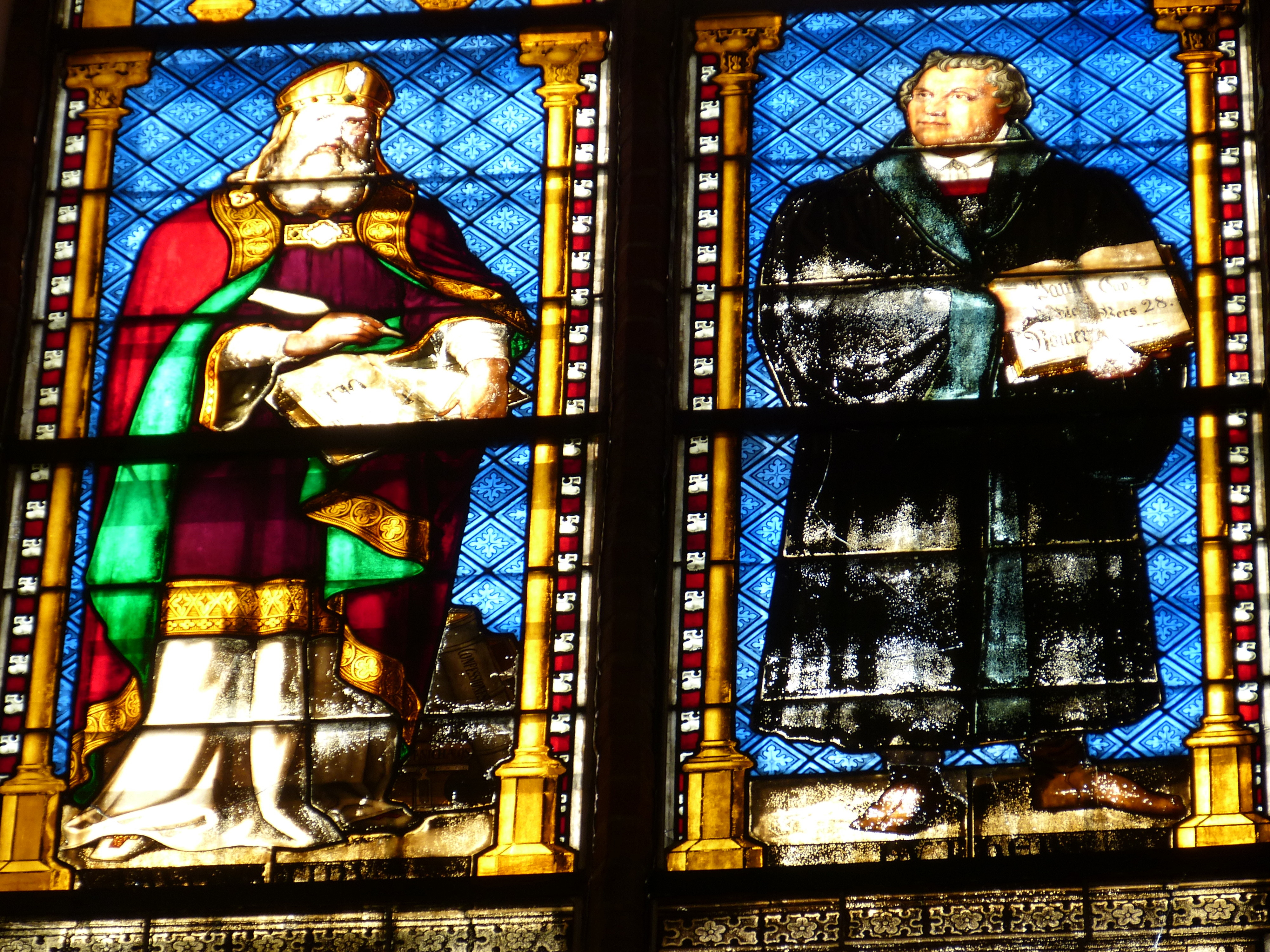
Dobbertiner Klosterkirche, Augustinus und Luther

Nach dem Tod des Schweriner Hofmalers Gaston Lenthe im Jahr 1860 erhielt Stever 1862 durch Klosterhauptmann Julius von Maltzan den Auftrag, Entwürfe für vier Chorfenster und für die Predella unter dem Altargemälde der Dobbertiner Klosterkirche vorzulegen. Diese Arbeiten waren bei der Kirchweihe 1857 aus Kostengründen zurückgestellt und auf Wunsch der 82-jährigen Domina Hedwig Elisabeth von Quitzow wieder in Auftrag gegeben worden, da der Bereich zwischen Altartisch und Hauptaltar als zu nüchtern empfunden wurde.
1864 fertigte der Glasmaler Ernst Gillmeister nach Stevers Entwürfen die ersten beiden Bleiglasfenster mit den Darstellungen von Petrus und Paulus sowie von David und Elias. 1866 folgten die Fenster mit Abraham und Moses sowie mit Augustinus und Luther.  
Für die Predella des Flügelaltars lag bereits seit 1855 eine Skizze Gaston Lenthes für ein Abendmahl vor. Erst 1864 ergänzte Stever den Altar um die Darstellung der Einsetzung des Heiligen Abendmahls. Das Bild orientiert sich grundsätzlich an Leonardos Mailänder Fresko, überträgt die Szene jedoch in eine jüngere Zeit. Das Werk ist in der rechten unteren Ecke mit „Stever 1864“ signiert.  
In Düsseldorf wurde Stever Lehrer von Paul Spangenberg und 1873 Professor. Dort entstanden auch die Kartons für die fünf Chorfenster der Schweriner Paulskirche, die 1868 durch Ernst Gillmeister ausgeführt wurden. 1875 erhielt auch das Querhausfenster der Paulskirche Glasmalereien mit den Szenen Christus am Ölberg und Dornenkrönung nach Stevers Entwürfen.  
Am 25. Juli 1860 heiratete Gustav Stever in der Dobbertiner Klosterkirche Anna Helene Albertine von Sprewitz aus Rostock. Die Trauung nahm Pastor Friedrich Pleßmann vor. Helene von Sprewitz wurde am 28. Mai 1827 in Rostock geboren und starb dort am 12. Januar 1914. Ihr Vater Karl Ernst von Sprewitz (geboren am 4. Dezember 1794 in Naarden) war in Holland Regimentsquartiermeister und wurde für seine Verdienste in den Adelsstand erhoben. Ihre Mutter, Dorothea Eleonore Caroline Johanna Sophie von Below, wurde am 31. März 1799 in Rostock geboren und starb dort am 30. April 1856.  
Am 29. Juni 1869 verlieh ihm Friedrich Franz II. das Verdienstkreuz in Gold des Hausorden der Wendischen Krone. Stever war außerdem Mitglied im Hamburger Künstlerverein von 1832.

## Werke (Auswahl)

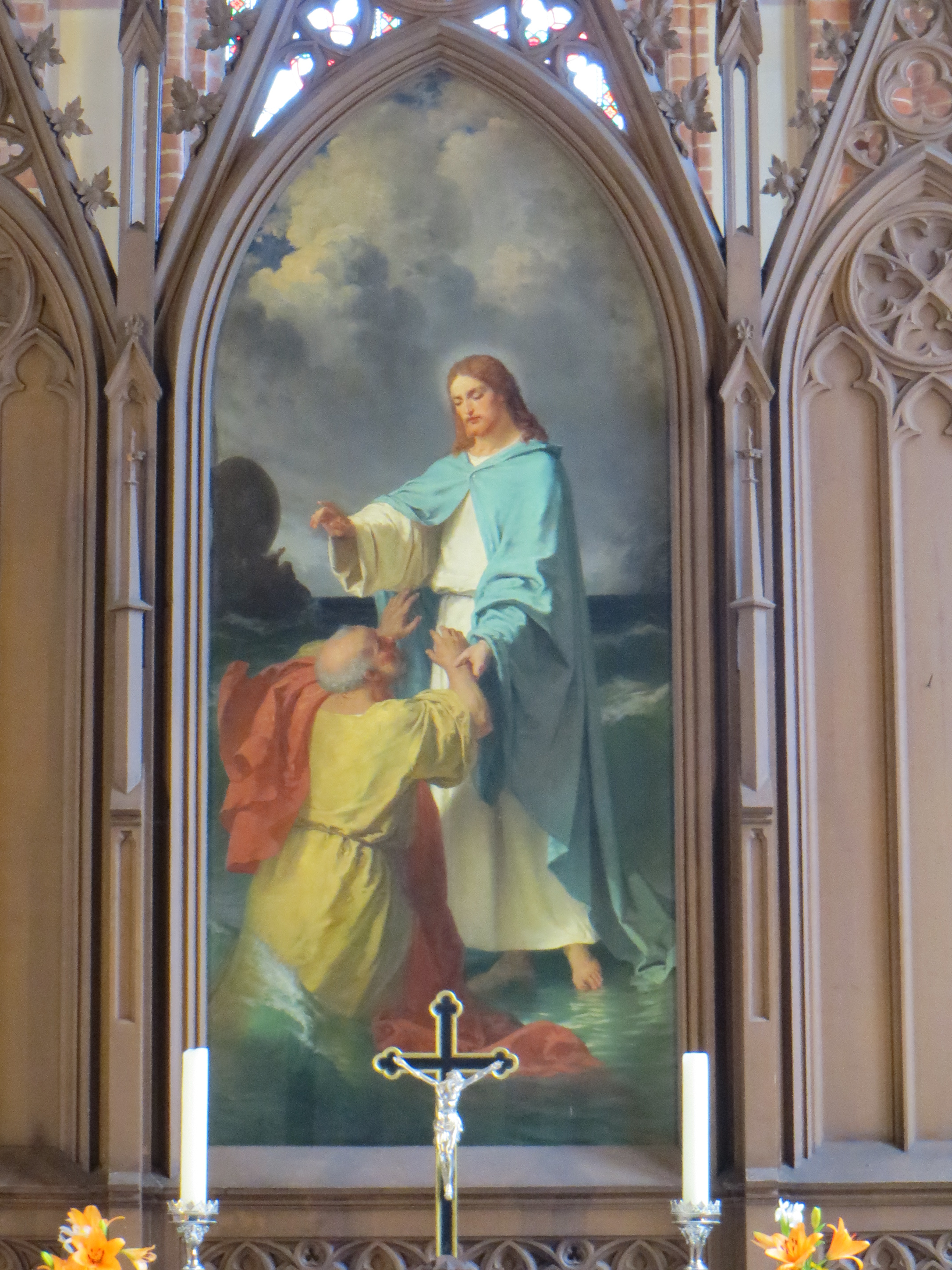
Der sinkende Petrus, Altarbild Kirche Wustrow

- Der Tod des Wendenkönigs Gottschalk, Museum Schwerin
- Abisag von Sunam und der König David, Museum Schwerin
- Transfiguration
- Anbetung der Engel
- Abendmahl, Altar, Predella 1864 in der Klosterkirche Dobbertin
- Abraham und Moses sowie David und Elias als alttestamentliche Gestalten und  Petrus und Paulus sowie Augustinus und Luther als Vertreter des Neuen Testaments in den vier Seitenfenster im Chor der Klosterkirche Dobbertin
- Die vier Evangelisten, Vorzeichnungen für die Glasfenster im Mausoleum Schröder in Hamburg
- Auferstehender Christus, Altarbild 1870
- Christus und Petrus auf dem Meer, Altarbild 1873 für Wustrow
- Adam und Eva an der Leiche Abels, 1874
- Jean Mabuse malt sein schlafendes Kind
- Adam van Noord überrascht seinen Schüler P. P. Rubens beim Malen der schmerzhaften Mutter
- Van Dyk an der Staffelei
- Holländische Familienscene
- Altdeutsches Edelfräulein